# スカフレイムス
スカフレイムス（The SKA FLAMES）は日本のスカバンドである。1985年結成。

## 概要
日本にまだクラブシーンがなかった1984年に前身バンド“ブルーフレイムス”を結成し、翌1985年に初ライブ。当初から目指したスタイルを堅持する日本を代表するスカバンド。日本最初の本格的スカバンドとして英国のギャズ・メイオールによって1989年には世界デビューを果たし、幾多のDJやオーガナイザー、フォロワーバンドへ多くの影響を与え続ける。伝説的ミュージシャンであるスカタライツ、プリンス・バスター、ジャッキー・ミトゥ、リコ、ローレル・エイトキンや数多くの大御所達と共演。「彼らは直系である」と言わしめ、絶大なる信を得る。結成以来、いまだに自分達流を貫く姿は若者達からも熱狂的に迎えられている。
Let’s Do the SKA.  Enjoy your self.

## メンバー
- Vo.伊勢浩和
- As.石川道久
- Ts.山田和男
- Tp.田中直起
- Tb.溝呂木圭
- Per.中須彰仁
- Gt.紫垣徹
- Gt.宮崎研二
- Bs.宮永桂

## ディスコグラフィー

### アルバム
- Turn-up（2016）
- FLAMES LIVE（2015）
- REAL STEP（2005）
- DAMN GOOD（1995）
- WAIL'N SKAL'M（1993）
- Ska FEVER（1989）

### シングル
- Uncyaba / ワダツミの木（2020）
- HOPPIN’ STEPPIN’ / Someday（2016）
- El camino / 奄美ワルツ〜Hometown Waltz〜（2016）
- OLD ROCKING CHAIR / IF YOU DON’T KNOW ME BY NOW（1992）
- SPIRIT11（1991）

　I WON’T NEVER LET YOU GO / OUR MAN FLINT
- GHOST RIDER / RECONFIRMATION（1989）
- TOKYO SHOT / RAY HYMAN（1988）